# Abudefduf
Az Abudefduf  a sugarasúszójú halak (Actinopterygii) osztályába a sügéralakúak (Perciformes) rendjébe és a korállszirtihal-félék családjába tartozó nem. A név arab eredetű.

## Rendszerezés
A nembe az alábbi fajok tartoznak.
- Abudefduf abdominalis
- Abudefduf barffi
- Abudefduf bengalensis
- Abudefduf bicolor
- Abudefduf concolor
- Abudefduf conformis
- Abudefduf declivifrons
- Abudefduf hoefleri
- Abudefduf lorenzi
- Abudefduf luridus
- Abudefduf manikfani
- Abudefduf margariteus
- Abudefduf natalensis
- Abudefduf notatus
- őrmesterhal (Abudefduf saxatilis)
- Abudefduf septemfasciatus
- ollófarkú őrmesterhal (Abudefduf sexfasciatus)
- Abudefduf sordidus
- Abudefduf sparoides
- Abudefduf taurus
- Abudefduf theresae
- Abudefduf trilineatus
- Abudefduf troschelii
- nagy zebrahal (Abudefduf vaigiensis)
- Abudefduf whitleyi

## Galéria

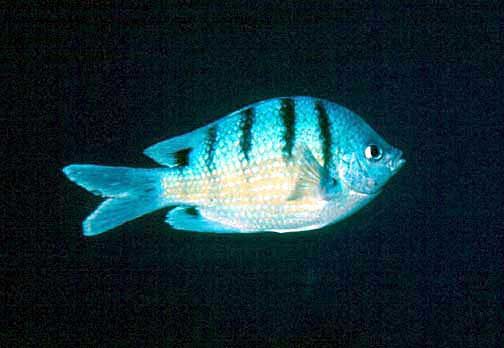
Abudefduf abdominalis
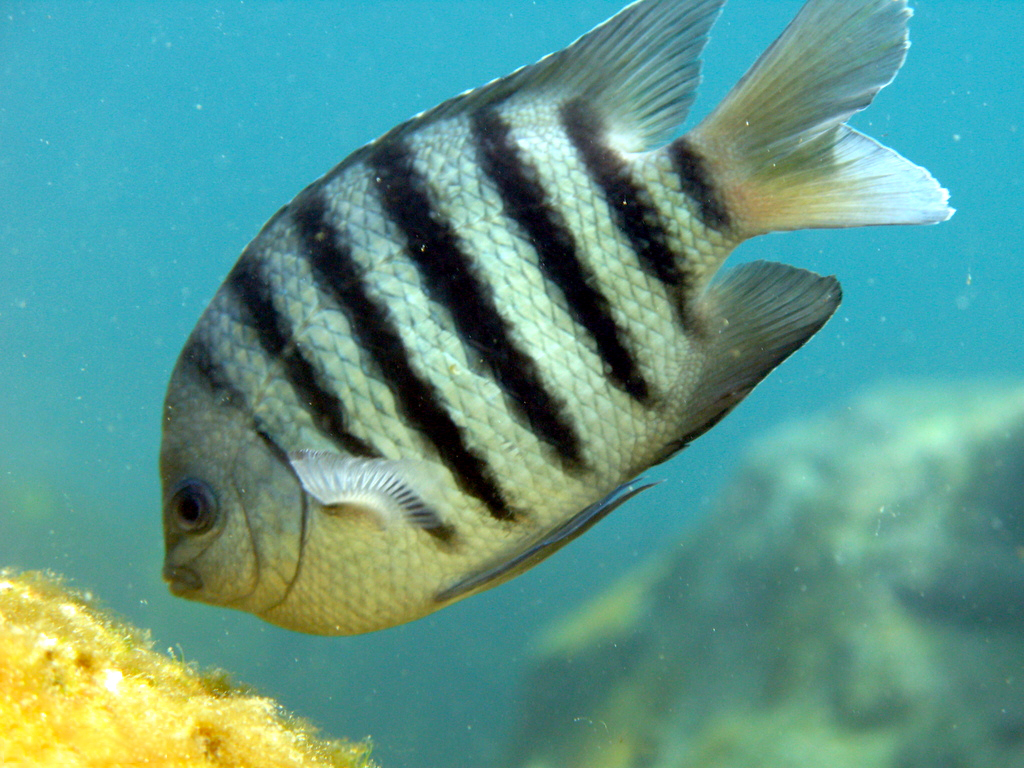
Abudefduf bengalensis
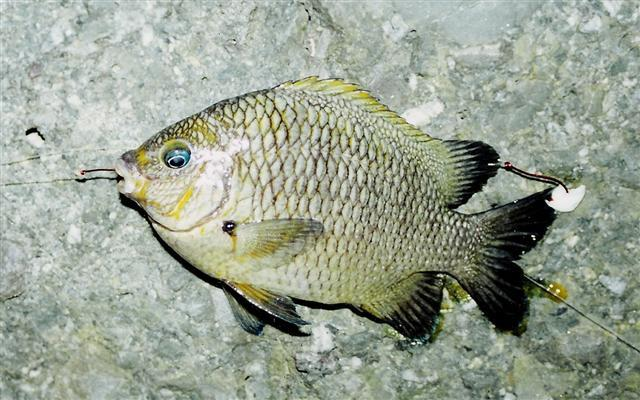
Abudefduf declivifrons
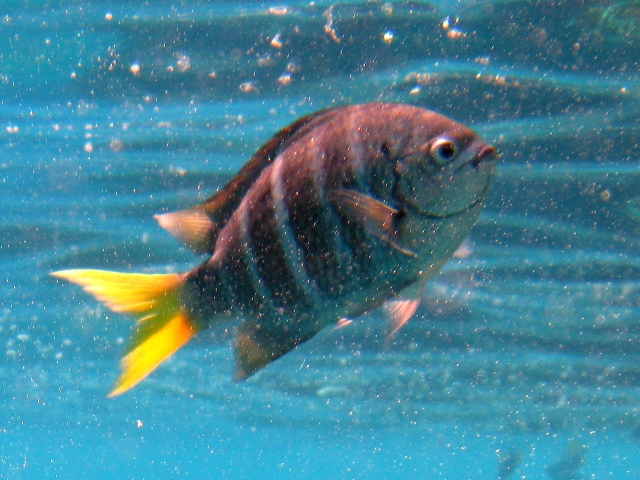
Abudefduf notatus
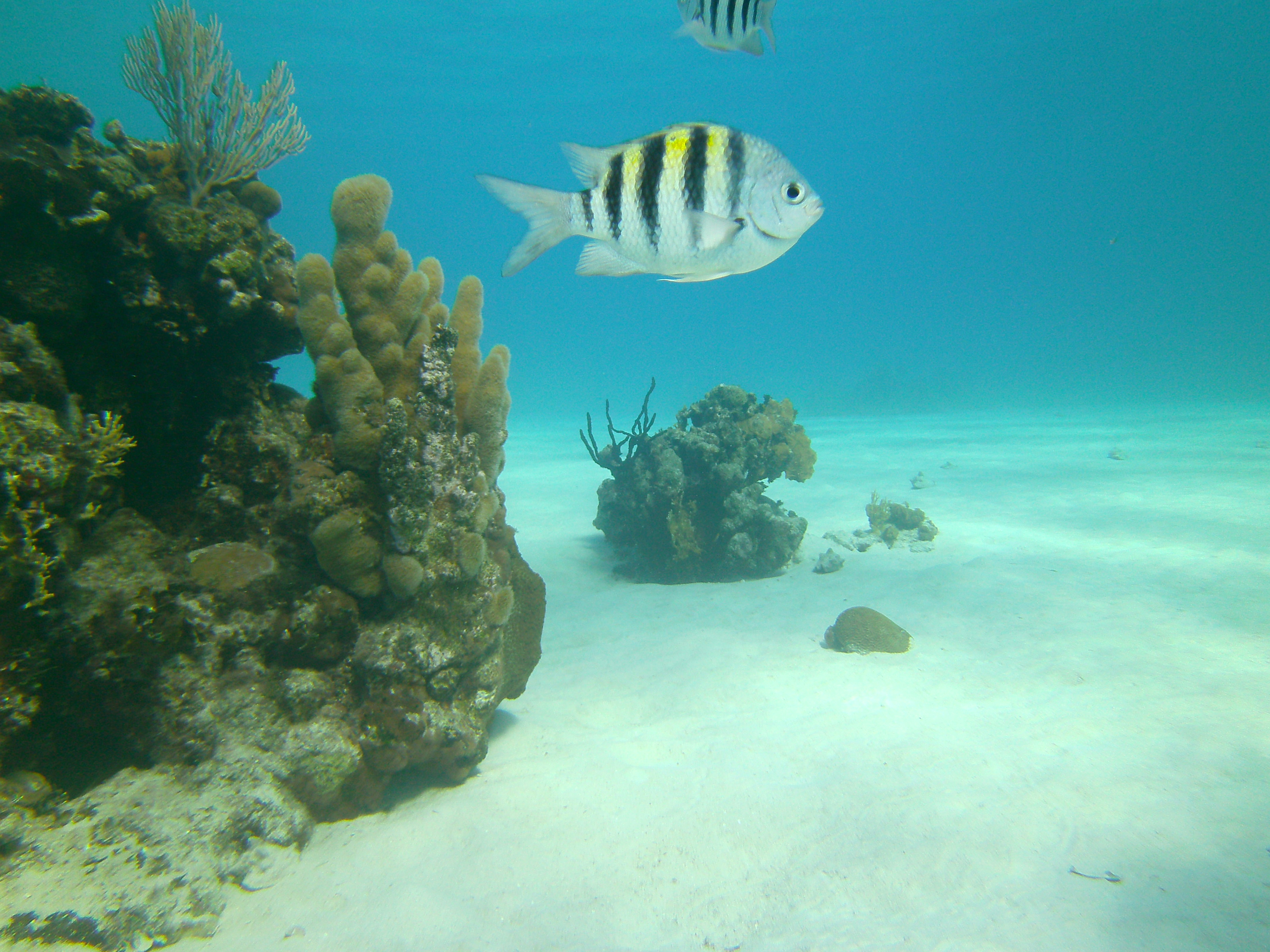
Abudefduf saxatilis
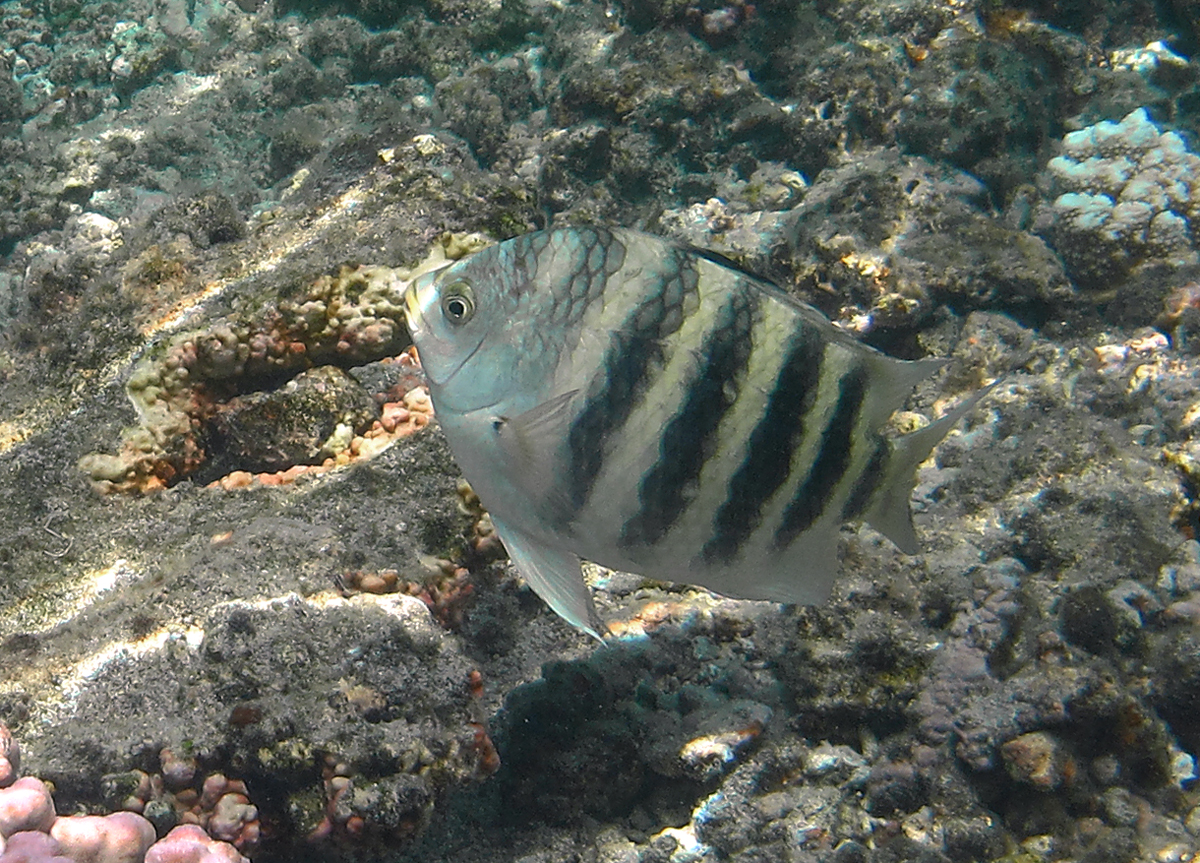
Abudefduf septemfasciatus
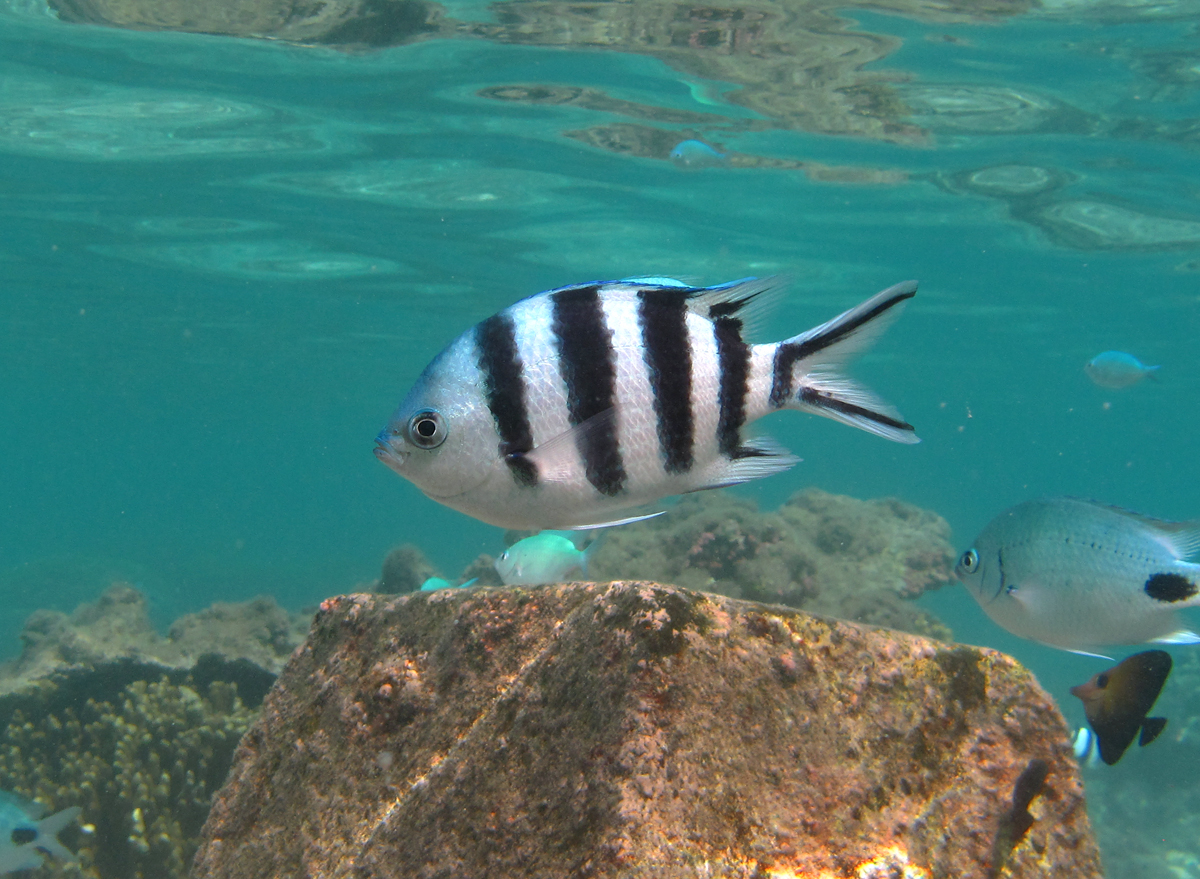
Abudefduf sexfasciatus
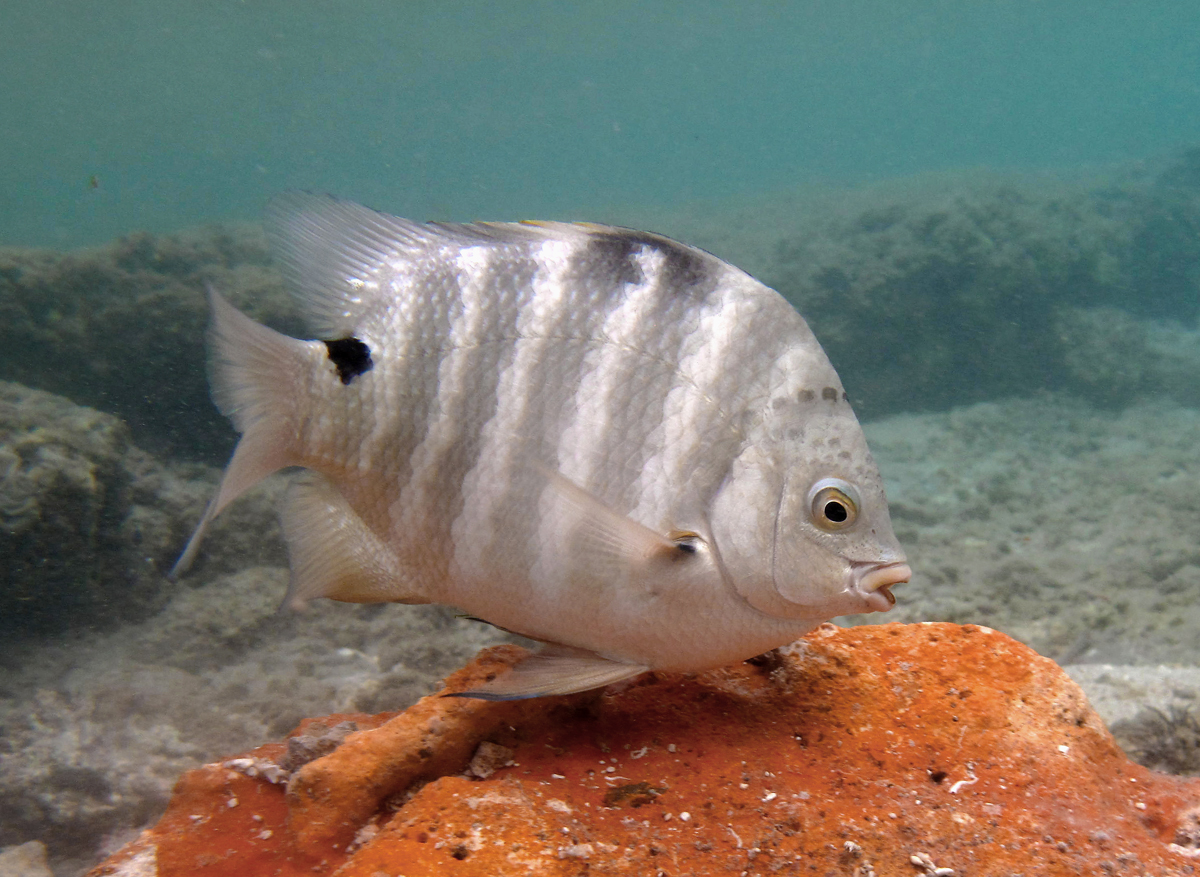
Abudefduf sordidus
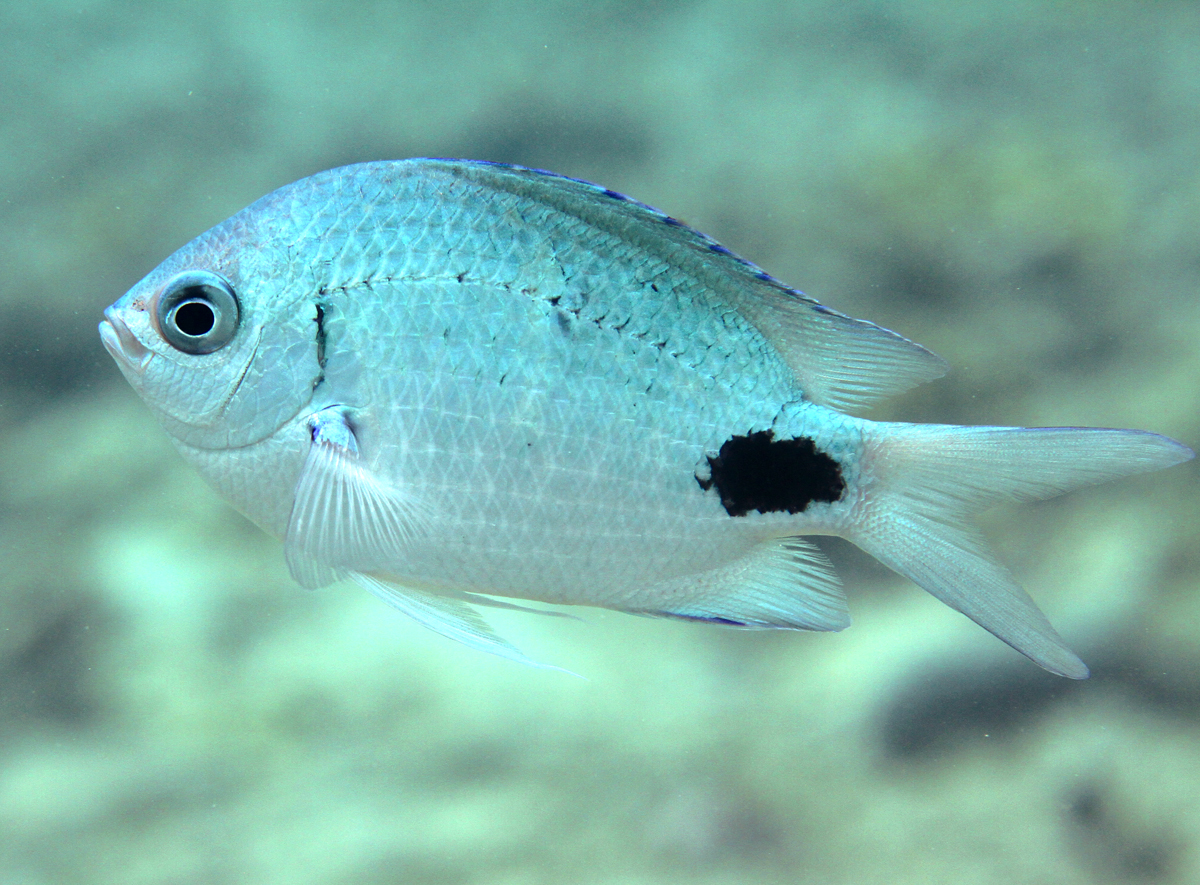
Abudefduf sparoides
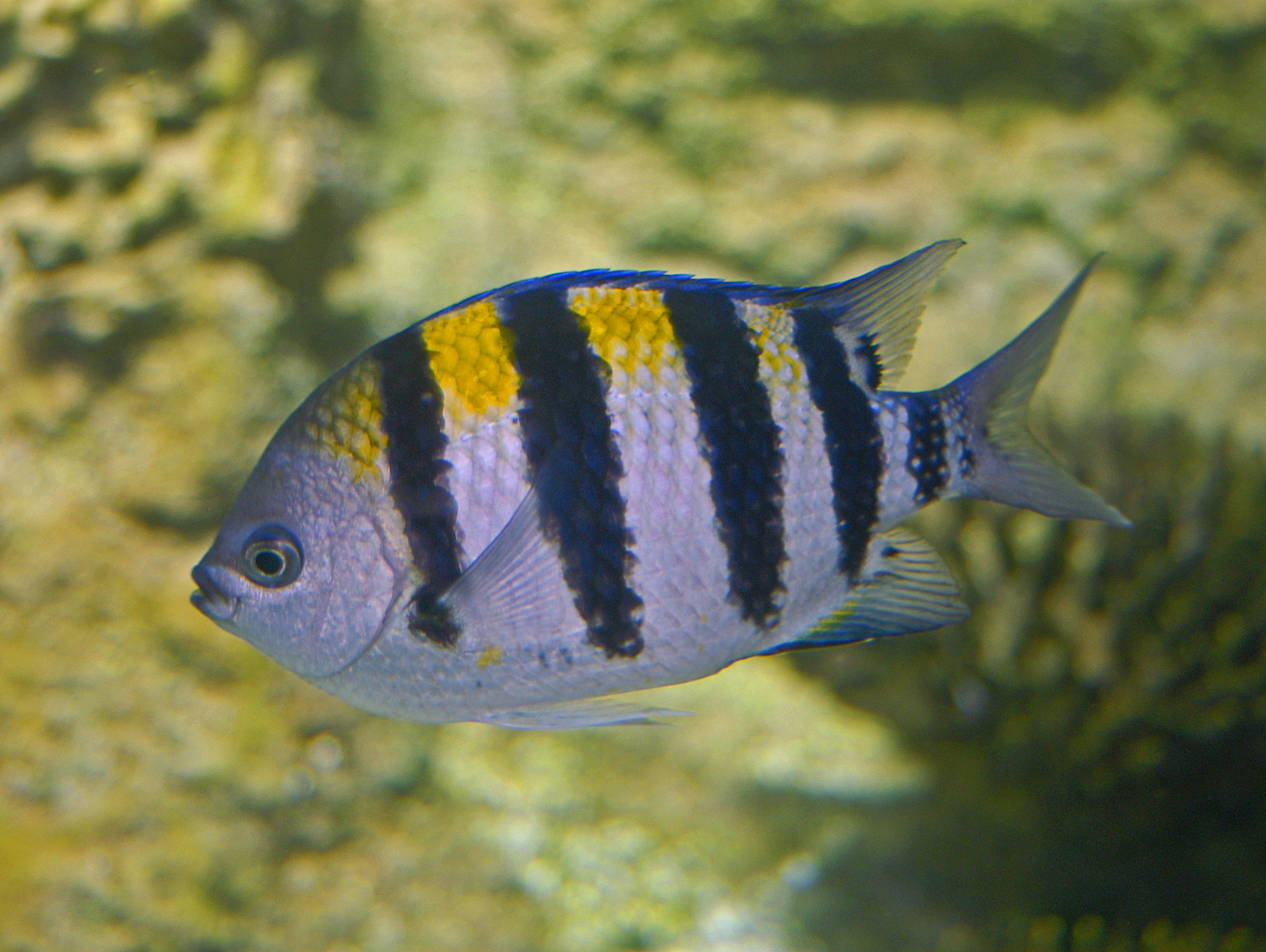
Abudefduf troschelii
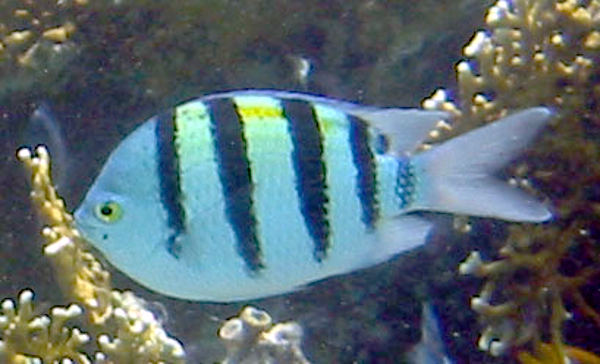
Abudefduf vaigiensis